# Танака, Сигэхо
Танака Сигэхо (яп. 田中茂 穂 Tanaka Shigeho, 1878-1974) — японский биолог, считается отцом японской ихтиологии.
Окончил Токийский университет в 1903 году. Стал редактором зоологического ежемесячника на японском языке. В 1910 году основал ихтиологический журнал «Gyogaku-Zasshi». В 1913 году начал серию публикаций, в которых описывал рыб Японии. Серия завершилась в 1930 году и насчитывала 48 томов на японском и английском языках. В публикациях было описано 287 видов, из них 41 были новыми для науки.
Впоследствии работал профессором зоологии в Токийском университете. Опубликовал много работ о рыбах и особенно об акулах. Написал книгу «Каталог рыб Японии» («A catalogue of the fishes of Japan») в соавторстве с американскими ихтиологами Дэвидом Старр Джорданом (1851—1931) и Джоном Оттербейном Снайдером (1867—1943).